# La piccola ribelle
La piccola ribelle (The Littlest Rebel) è un film di David Butler del 1935.

## Trama
La piccola Virgie Cary, figlia di genitori sudisti, subisce l'invasione yankee e la morte della madre; salva per ben due volte il padre, facendo amicizia con un generale nordista e poi col presidente Lincoln in persona.